# GNU Compiler Collection
GNU Compiler Collection (GCC) – zestaw kompilatorów o otwartym kodzie źródłowym rozwijany w ramach Projektu GNU. Rozpowszechniany jest na licencji GPL oraz LGPL.
GCC jest podstawowym kompilatorem w systemach uniksopodobnych, przy czym szczególnie ważną rolę odgrywa w procesie budowy jądra Linuksa.

## Historia
Początkowo skrótowiec GCC oznaczał GNU C Compiler, ponieważ był to kompilator wyłącznie do języka C.
Pierwsza wersja kompilatora o numerze 1.0 została opublikowana 23 maja 1987 przez Richarda Stallmana.
Znaczącym wydarzeniem w historii rozwoju GCC było wydanie wersji 2.95 w lipcu 1999 – pierwszej po zintegrowaniu z projektem EGCS.

## Kompilatory dostępne w GCC
W skład GCC wchodzą kompilatory następujących języków programowania:
- C – gcc
- C++ – g++
- Objective-C – gobjc
- Fortran – g77 oraz nowa implementacja Fortranu 95 o nazwie GFortran
- Java – gcj
- Ada – gnat

a także eksperymentalnie
- Pascal – gpc
- Mercury
- VHDL
- PL/I

Istnieje również frontend języka D dla GCC – gdc.

## Środowisko pracy
Kompilatory wchodzące w skład GCC mogą być uruchamiane na wielu różnych platformach sprzętowych i systemowych. Za ich pomocą można generować kod wynikowy przeznaczony dla różnych procesorów i systemów operacyjnych oraz dokonywać tzw. kompilacji skrośnej.
Lista kilku najważniejszych architektur sprzętowych, na których uruchomiono GCC:
- Alpha
- ARM
- AVR
- IA-64
- MIPS
- Motorola M68000 i wiele innych układów tej firmy
- PowerPC
- SPARC/SPARC64
- x86/x86-64

Poniżej zestawiono systemy operacyjne umożliwiające uruchomienie GCC:
- AIX
- BeOS/Zeta
- *BSD
- DOS
- Haiku
- GNU/Linux
- OS X
- MorphOS
- Windows
- OS/2
- SunOS

Kompilatory GCC (w szczególności kompilator C) służą do kompilacji wielu jąder systemów operacyjnych, takich jak Linux, Hurd, jądro FreeBSD oraz wielu systemów eksperymentalnych.

## Budowa i działanie GCC
Program gcc (wywoływany podczas kompilacji np. z linii poleceń) odpowiada za przetworzenie argumentów, uruchomienie odpowiedniego kompilatora właściwego dla języka programowania w jakim zakodowano plik z kodem źródłowym, wykonanie programu asemblera dla tak otrzymanego wyniku oraz uruchomienie konsolidatora (linkera) w celu uzyskania pliku wykonywalnego.
Przykładowo dla pliku napisanego w C zostaną wykonane następujące programy: preprocesor cpp, kompilator cc1, asembler as oraz konsolidator collect2 (dostępny zazwyczaj jako program ld). Należy przy tym zwrócić uwagę, iż program as wchodzi w skład pakietu oprogramowania binutils. Również pliki nagłówkowe biblioteki standardowej języka C nie są częścią GCC.
Kompilator GCC składa się z 3 głównych części: front endu, middle endu oraz back endu.

### front end
Dla każdego języka programowania obsługiwanego przez GCC istnieje oddzielny front end. Dzięki temu względnie łatwo można dodawać kompilatory do nowych języków. Plik z kodem źródłowym poddawany jest procesowi analizy składniowej za pomocą ręcznie zakodowanego parsera. W efekcie tego działania powstaje reprezentacja programu zwana AST (ang. abstract syntax tree), która jest następnie przetwarzana do postaci w pełni niezależnej od pierwotnie użytego języka programowania GENERIC lub GIMPLE.

### middle end
Na tym etapie kompilator dokonuje optymalizacji kodu polegającej na:
- usunięciu "martwego" kodu, który się nigdy nie wykona
- obliczeniu stałych wartości i zastąpieniu nimi wyrażeń zawartych w programie
- wyeliminowaniu kodu nadmiarowego
- wykonaniu innych optymalizacji

Reprezentacja kodu zamieniana jest z postaci GIMPLE do innej zwanej RTL (ang. Register Transfer Language).

### back end
Ta część GCC odpowiada za wygenerowanie kodu asemblera przeznaczonego dla konkretnej architektury sprzętowej, a z niego kodu obiektowego. Ponieważ na tym etapie kompilator ma wiele informacji na temat docelowej platformy może dokonać kolejnych optymalizacji kodu np. uwzględniając budowę procesora, zestaw jego rozkazów czy specyficzne rozszerzenia.

## Rozszerzenia języka C
GCC zawiera wiele rozszerzeń ponad to, co określają standardy ANSI i ISO.
Są to m.in.:
- zmienne etykietowe
- etykiety lokalne
- traktowanie dowolnych fragmentów kodu (statement) jako wyrażeń (expression)
- zagnieżdżanie definicji funkcji
- heksadecymalne deklarowanie zmiennych zmiennoprzecinkowych
- makra o zmiennej liczbie argumentów
- konstrukcja case z przedziałami

### Zmienne etykietowe
```
#
 
include
 
<stdio.h>

void
 
foo
 
(
int
 
nr
)

{

  
static
 
void
 
*
 
labels
 
[]
 
=
 
{
&&
label0
,
 
&&
label1
};

  
goto
 
*
labels
 
[
nr
];

label0
:

  
printf
(
"Code 0
\n
"
);

  
return
;

label1
:

  
printf
(
"Code 1
\n
"
);

  
return
;

}

int
 
main
()

{

  
foo
(
0
);

  
foo
(
1
);

  
return
 
0
;

}

```

### Inline Assembler w C/C++
GCC umożliwia użycie asemblera w kodzie. Nie są to jednak pojedyncze instrukcje, tylko całe bloki razem ze zdefiniowanymi specjalnym systemem interfejsem między asemblerem a C/C++. Dzięki temu GCC może o wiele lepiej optymalizować kod.
W poniższym przykładzie program drukuje najpierw i=1, później i=2. GCC sam dokonuje alokacji rejestrów oraz przeniesienia między rejestrami a zmienną i na stosie.
```
#
 
include
 
<stdio.h>

int
 
main
()

{

  
int
 
i
=
0
;

  
asm
(
"movl $1, %0"
 
:
 
"=g"
 
(
i
));

  
printf
(
"i = %d
\n
"
,
 
i
);

  
asm
(
"addl $1, %0"
 
:
 
"+g"
 
(
i
));

  
printf
(
"i = %d
\n
"
,
 
i
);

  
return
 
0
;

}

```

### Makra o zmiennej liczbie argumentów
Oprócz funkcji o zmiennej liczbie argumentów, deklarowanych np. int printf (const char *, ...); (gdzie ... oznacza zero lub więcej argumentów), GCC umożliwia tworzenie makr o zmiennej liczbie argumentów. Deklaruje je się tak samo jak funkcje:
```
# define printf(fmt, ...)

```

Aby użyć listy argumentów, należy użyć definiowanego wtedy makra __VA_ARGS__:
```
# define printf(fmt, ...) fprintf(stdout, fmt, __VA_ARGS__);

```

Zamiast __VA_ARGS__, zostaną wklejone argumenty, w formie:
| 0 argumentów            |                        |
| 1 argument              | arg1                   |
| 2 lub więcej argumentów | arg1, arg2, arg3, arg4 |

Jednak, jak widać, jeśli makru printf podamy zero argumentów, po drugim argumencie funkcji fprintf zostanie sam przecinek. Będzie to błędem składniowym. Aby tego uniknąć, wymyślono jeszcze jedno rozszerzenie
```
# define printf(fmt, ...) fprintf(stdout, fmt,##__VA_ARGS__);

```

Dzięki zastosowaniu operatora sklejania ##, jeśli podane zostanie zero argumentów o zmiennej liczbie, nie będzie zbędnego przecinka.